# Pterolophia albolateralis
Pterolophia albolateralis là một loài bọ cánh cứng trong họ Cerambycidae.